# Todzsai járás

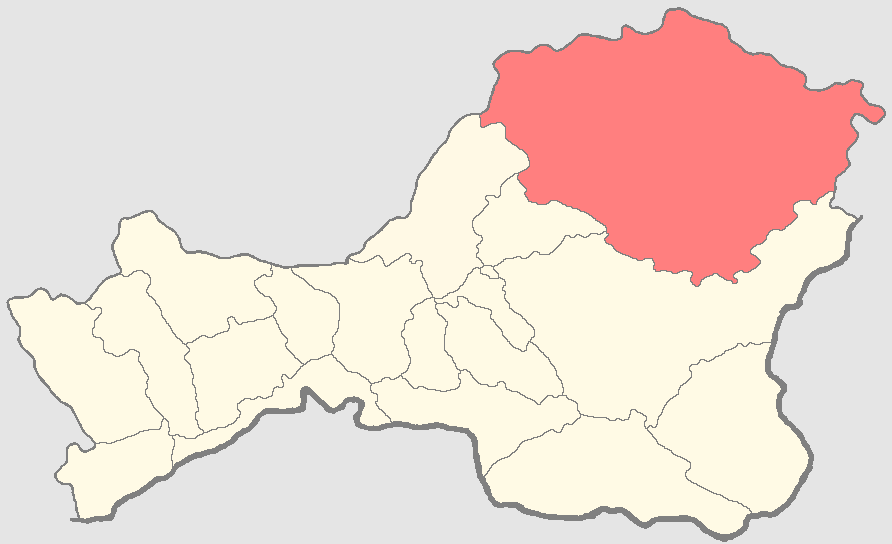
A Todzsai járás a Tuva Köztársaságban

A Todzsai járás (oroszul Тоджинский кожуун, tuvai nyelven Тожу кожуун) Oroszország egyik járása a Tuvai Köztársaságban. Székhelye Toora-Hem. Nevét a Todzsai-medencéről kapta, melyet elfoglal, és ahol a Todzsa-tó is található.

## Népesség
- 1989-ben 6 448 lakosa volt.
- 2002-ben 5 931 lakosa volt, akik főleg tuvák és oroszok.
- 2010-ben 6 020 lakosa volt.